# Онищук Ярослав Іванович
Ярослав Іванович Онищук (нар. 4 червня 1967, с. Попівці, Львівська область) — український археолог, історик, науковець, доктор історичних наук (2019).

## Життєпис
Ярослав Онищук народився 4 червня 1967 року в селі Попівцях, нині Підкамінської громади Золочівського району Львівської области України.
1991 року закінчив історичний факультет Львівського університету імені Івана Франка. Працював відповідальним секретарем Бродівської районної організації Українського товариства охорони пам'яток історії та культури (1991—1992); молодшим (1992—1994), старшим (1993—1998) науковим співробітником Бродівського краєзнавчого відділу Львівського історичного музею.
Від 1995 року в Alma mater: аспірант, асистент, доцент (1999), докторант, завідувач (2021) катедри археології та історії стародавніх цивілізацій.
Заступник директора меморіально-пошукового підприємства Львівської обласної ради «Доля». Співзасновник та керівник громадської організації "Товариство пошуку жертв війни «Пам'ять» (2005—2007).

## Доробок
Автор більше 200 наукових і науково-популярних праць з археології та історії України.
Монографії:
- «Населення Західної Волині та Західного Поділля у першій половині І тис. н. е.: культурно-історичний аспект» (2018);
- «Черняхівське поселення Глядки у верхів'ї Південного Бугу» (2004, співавтор);
- «Українські січові стрільці. Збірник історичних фотографій у шести тематичних збірках» (2003, упорядник).

Досліджував археологічні пам'ятки римського часу верхніх течій річок Ікви (Дудин II, Накваша I), Стиру (Броди I, Суховоля-I, IV), Серету (Малинище I), Західного Бугу (Карів I, XIII).
Сфера наукових зацікавлень: археологія України, етнічна історія та археологія римського часу, воєнна археологія новітнього часу.